# Palo Cedro
Palo Cedro és una concentració de població designada pel cens dels Estats Units a l'estat de Califòrnia. Segons el cens del 2000 tenia 1.247 habitants.

## Demografia
Segons el cens del 2000, Palo Cedro tenia 1.247 habitants, 436 habitatges, i 367 famílies. La densitat de població era de 127,4 habitants/km².
Dels 436 habitatges en un 37,6% hi vivien nens de menys de 18 anys, en un 74,5% hi vivien parelles casades, en un 7,8% dones solteres, i en un 15,6% no eren unitats familiars. En el 13,3% dels habitatges hi vivien persones soles el 5,3% de les quals corresponia a persones de 65 anys o més que vivien soles. El nombre mitjà de persones vivint en cada habitatge era de 2,85 i el nombre mitjà de persones que vivien en cada família era de 3,12.
Per edats la població es repartia de la següent manera: un 27,7% tenia menys de 18 anys, un 6,7% entre 18 i 24, un 22,7% entre 25 i 44, un 28,7% de 45 a 60 i un 14,2% 65 anys o més.
L'edat mediana era de 41 anys. Per cada 100 dones de 18 o més anys hi havia 94,8 homes.
La renda mediana per habitatge era de 51.471 $ i la renda mediana per família de 60.385 $. Els homes tenien una renda mediana de 47.232 $ mentre que les dones 33.125 $. La renda per capita de la població era de 23.419 $. Entorn del 5,4% de les famílies i el 5,5% de la població estaven per davall del llindar de pobresa.

## Poblacions més properes
El següent diagrama mostra les poblacions més properes.